# سید محمدمهدی حسینی همدانی
سید محمدمهدی حسینی (زاده ۲۰ اسفند ۱۳۴۲ - همدان) مشهور به حسینی همدانی، امام جمعهٔ کرج و نماینده ولی فقیه در استان البرز است. توسط سید علی خامنه‌ای در مهرماه ۱۳۹۲ به‌عنوان اولین نماینده ولی فقیه در استان البرز و امام جمعه شهر کرج انتخاب شد.

## نویسندگی

### تالیفات
- زهد – دفتر دوم سلوک اخلاقی
- از دعا تا اجابت
- پیشوای راستی
- جرعه‌های تلخ – شرح خطبه شقشقیه

### استادان
- محمدتقی بهجت
- حسن حسن‌زاده آملی
- ابوالقاسم فلسفی
- عبدالله جوادی آملی
- سید محمد ضیاءآبادی
- احمد مجتهدی تهرانی
- رضا استادی
- میرزا جواد تبریزی

و غیره

## اظهارات و واکنش‌ها
نماینده ولی فقیه در استان البرز در میان خطبه‌های نماز جمعه ۲۳ دی ماه ۱۴۰۱، وضعیت حجاب را افتضاح خواند و گفت:
متأسفانه مراکز تجاری را مرکز فساد کردند… ببینید چه افتضاحی درست کرده‌اند. همین است که برکت از زندگی‌ها می‌رود و شرارت زیاد می‌شود و خداوند قبض می‌کند نزولاتش را.— امام جمعه کرج، سیدمحمدمهدی حسینی همدانی، 
این درحالیست که فردای همان روز باتوجه به هشدار هواشناسی سطح نارنجی شماره ۸۷ بارش برف در استان رخ داد.